# Torneo de Halle 2013
El Gerry Weber Open 2013 es un torneo de tenis del ATP Tour 2013 en la categoría ATP World Tour 250. El torneo tendrá lugar en el [Gerry Weber Stadion en Halle, Westfalia, Alemania, desde el 8 de junio hasta el 16 de junio, de 2013.

## Cabeza de serie

### Individual
| Tenista               | Ranking | Preclasificada |
| Roger Federer         | 3       | 1              |
| Richard Gasquet       | 9       | 2              |
| Tommy Haas            | 14      | 3              |
| Kei Nishikori         | 15      | 4              |
| Milos Raonic          | 16      | 5              |
| Philipp Kohlschreiber | 19      | 6              |
| Jerzy Janowicz        | 23      | 7              |
| Florian Mayer         | 30      | 8              |

### Dobles masculinos
| Tenista                                | Ranking | Preclasificada |
| Aisam-ul-Haq Qureshi Jean-Julien Rojer | 19      | 1              |
| Julian Knowle Horia Tecău              | 36      | 2              |
| Santiago González Scott Lipsky         | 48      | 3              |
| Treat Conrad Huey Dominic Inglot       | 62      | 4              |

## Campeones

### Individuales
Roger Federer venció a  Mijaíl Yuzhny por 6-7(7-5), 6-3, 6-4

### Dobles
Santiago González /  Scott Lipsky vencieron a  Daniele Bracciali /  Jonathan Erlich por 6-2, 7-6(7-3)